# Renault R26
La Renault R26 è una monoposto di Formula 1, che ha partecipato al mondiale del 2006, vincendo il titolo mondiale piloti con Fernando Alonso e aggiudicandosi anche la coppa costruttori. Fu progettata da Bob Bell e Tim Densham.

## Tecnica
La vettura era equipaggiata con un propulsore Renault V8 dalla potenza di 775 CV gestito da un cambio a sette rapporti. L'avantreno della R26 è stato ridisegnato rispetto alla R25 e numerosi componenti meccanici, per limitare il peso, vennero drasticamente rimpiccioliti, portando la vettura a pesare 580 kg.

## Scheda tecnica
- Carreggiata ant.: 1450 mm
- Carreggiata post.: 1400 mm
- Cambio: a comando automatico 7 marce + retro
- Motore: Renault RS26, 2398 cm³, 8 cilindri a V 90° da 750 cavalli.
- Gomme: Michelin
- Piloti: 1 Fernando Alonso, 2 Giancarlo Fisichella

## Carriera agonistica
La scuderia transalpina si riconferma campione del mondo piloti con Fernando Alonso e costruttori al termine di una stagione combattuta contro la rediviva Ferrari di Michael Schumacher.
La Renault si dimostra molto competitiva vincendo otto gare in stagione (sette con Alonso che vince in Bahrein, Australia, Spagna, Monaco, Gran Bretagna, Canada e soprattutto la penultima gara in Giappone dove mette una seria ipoteca sul titolo piloti, suggellato poi dal secondo posto in Brasile con solo 13 punti di vantaggio su Schumacher, mentre Fisichella vince solo in Malesia); sebbene vinca una gara in meno della Ferrari riesce a vincere anche il campionato costruttori per il secondo anno consecutivo per appena 5 punti sul team di Maranello.

## Piloti
| Piloti ufficiali     | Piloti ufficiali     | Piloti ufficiali  |
| Nazione              | Nome                 | Numero            |
| -------------------- | -------------------- | ----------------- |
| Spagna (bandiera)    | Fernando Alonso      | 1                 |
| Italia (bandiera)    | Giancarlo Fisichella | 2                 |
| Piloti di riserva    |                      |                   |
| Nazione              | Nome                 | Nome              |
| Finlandia (bandiera) | Heikki Kovalainen    | Heikki Kovalainen |
| Argentina (bandiera) | José María López     | José María López  |
| Brasile (bandiera)   | Nelson Piquet Jr.    | Nelson Piquet Jr. |
| Francia (bandiera)   | Jonathan Cochet      | Jonathan Cochet   |

## Risultati F1
| Anno | Team                       | Motore          | Gomme | Piloti     |     |   |   |   |   |   |   |   |   |   |   |   |     |   |     |   |   |   | Punti | Pos. |
| ---- | -------------------------- | --------------- | ----- | ---------- | --- | - | - | - | - | - | - | - | - | - | - | - | --- | - | --- | - | - | - | ----- | ---- |
| 2006 | Mild Seven Renault F1 Team | Renault RS26 V8 | M     | Alonso     | 1   | 2 | 1 | 2 | 2 | 1 | 1 | 1 | 1 | 5 | 2 | 5 | Rit | 2 | Rit | 2 | 1 | 2 | 206   | 1º   |
| 2006 | Mild Seven Renault F1 Team | Renault RS26 V8 | M     | Fisichella | Rit | 1 | 5 | 8 | 6 | 3 | 6 | 4 | 4 | 3 | 6 | 6 | Rit | 6 | 4   | 3 | 3 | 6 | 206   | 1º   |

| Legenda | 1º posto     | 2º posto | 3º posto    | A punti         | Senza punti/Non class.  | Grassetto – Pole position Corsivo – Giro più veloce |
| Legenda | Squalificato | Ritirato | Non partito | Non qualificato | Solo prove/Terzo pilota | Grassetto – Pole position Corsivo – Giro più veloce |